# نانسي لي (كاتبة)
نانسي لي (بالإنجليزية: Nancy Lee)‏ (1970، كارديف في المملكة المتحدة)؛ روائية كندية-ويلزية. درست في جامعة كولومبيا البريطانية.